# Spørgsmålstegn
 "?" omdirigeres hertil. For Lost-episoden af samme navn, se ? (Lost).
Spørgsmålstegnet (?) bruges til grammatisk tegnsætning. Det erstatter et punktum i slutningen af en spørgende sætning. Det omvendte spørgsmålstegn ¿ bruges ikke i dansk tegnsætning, men bl.a. på spansk, galicisk og llionsk.

## I skrift
Spørgsmålstegnet bruges i stedet for et punktum i slutningen af en sætning, der er et spørgsmål:
Hvordan har du haft det i skolen i dag?
På spansk bruges det omvendte spørgsmålstegn i begyndelsen af sætningen:
¿Qué hora es? (på dansk: Hvad er klokken?)
I det armenske skriftsprog bruges tegnet ՞, som har form som en åben cirkel, over den sidste vokal i sætningen.

## I datalogi
I ASCII-tegnsættet findes spørgsmålstegnet som det 63. tegn og repræsenteres i Unicode som U+003F. Det omvendte spørgsmålstegn findes i Unicode og repræsenteres som U+00BF.
I International Phonetic Alphabet bruges tegnet Latin letter glottal stop (ʔ, U+0294), der lidt ligner et spørgsmålstegn uden prikken. Dette tegn skrives nogle gange i lydskrift som et spørgsmålstegn, hvis det rigtige tegn ikke er til rådighed.
I regulære udtryk er spørgsmålstegnet et kvantitativt metategn.
I filsøgninger i DOS og Windows hentyder spørgsmålstegnet til et vilkårligt tegn, dvs. samme betydning som et punktum har i regulære udtryk.

## Historie
Tidligt i middelalderen blev der brugt mange metoder til at vise, at en sætning var et spørgsmål. Nogle brugte Aelius Donatus' system med at lave prikker i forskellig højde, for at vise forskellige tegn. Spørgsmålstegnet blev skrevet som en hævet prik (.). Men mange skrev bare "questio" (spørgsmål på latin) efter sætningen. "Questio" udviklede sig til forkorelsen "qo". Og for at man kunne se, at den ikke var en del af teksten, besluttede man, at skrive q og o over og under hinanden. I løbet af det 15. århundrede udviklede oq sig til "?".
Det omvendte spørgsmålstegn "¿" blev udviklet, for at vise, hvor spørgsmålet starter, og har ingen bogstavelig betydning.

## Trivia
Lost-afsnittet "?" er sammen med andre eventuelle tv-serieafsnit bestående af ét tegn, det afsnit med den korteste titel i verden.